# アサヒスタイニー
アサヒスタイニーとは、アサヒビールから発売されていた小型瓶ビールである。

## 歴史
諸外国で「スタッビー」と呼ばれる小瓶が普及しているのを見て、1964年に初めて発売されたもので、スタイニーは「陶器製ジョッキ」を意味する「Stein」を捩って、ジョッキでビールを飲むように、小さな瓶を片手に、場所を問わずあらゆるシーンで飲めることを意識したという。
中身は1960年にアサヒビールが開発した「瞬間殺菌法」（フレッシュ・パストリゼーション）による、熱処理時間を短くした「生ビール風熱処理ビール」で、1963年に夏期限定で売りだした「アサヒビール びん生」「特大びん生」（当時は「生ビール風」でも「生ビール」として販売していた）を、通年販売として売り出した物である。
その後いったん終売するが、1998年に同社の看板商品である『アサヒスーパードライ』でスタイニーボトルが発売された。スタイニーボトルの発売に際しては、ユーザーのアンケートで4割以上が「できれば家庭でも缶ビールより瓶ビールを飲みたい」というデーターが出たことや、環境面への配慮があったとされており、リターナブル瓶タイプの小型瓶ビールとして新たに発売された。
しかし2011年3月11日に発生した東北地方太平洋沖地震（東日本大震災）で、当時スタイニーボトルを生産していた福島工場が被災したため、結果的に復旧を断念しそのまま生産打ち切りとなった。

## 商品
- アサヒスタイニー
- アサヒスタイニーブラック（1969年）
- アサヒ本生スタイニー（1978年）
- アサヒスーパードライスタイニー（1998年 - 2011年）
- アサヒ黒生スタイニー（1999年）
- アサヒDANKスタイニー（1999年）

## キャッチフレーズ
- マイペースで飲もう（1964年）
- アサヒスタイニー、あ!（1964年。当時流行の5秒CM）

## その他
- 「大日本麦酒」時代の1938年8月にも、「アサヒスタッビー」という小瓶ビールが発売された事が有った。